# هاري موراي
هاري موراي (بالإنجليزية: Harry Murray)‏ هو فلاح وجندي أسترالي، ولد في 1 ديسمبر 1880 في Evandale, Tasmania ‏ في أستراليا، وتوفي في 7 يناير 1966 في Miles, Queensland ‏ في أستراليا بسبب حادث مرور.